# Latvijas Balzams
Latvijas Balzams er en lettisk producent af alkoholiske drikkevarer. I 2006 var Latvijas Balzams den største producent af alkoholiske drikkevarer i Baltikum, hvor de havde omkring 50% i markedsandel. Latvijas Balzams er efterfølgeren til den statslige virksomhed af samme navn – en virksomhed med oprindelse i begyndelsen af det 20. århundrede, og dets navn til 1970. Latvijas Balzams privatiseredes som et aktieselskab i 1997. Latvijas Balzams mest kendte produkt er Riga Balsam, en traditionel lettisk urtelikør.